# Malo Mramorani
Malo Mramorani (macedónul: Мало Мраморани) település Észak-Macedóniában, a Pelagonijai körzet Dolneni járásában.

## Népesség
| Lakosok száma | 93   | 102  | 98   | 96   | 75   | 49   | 52   | 44   | 46   |
|               | 1948 | 1953 | 1961 | 1971 | 1981 | 1991 | 1994 | 2002 | 2021 |

2002-ben 44 lakosa volt, akik mindannyian macedónok.